# 刘昂 (金朝)
刘昂（12世纪？—1201年），字之昂，金朝兴州（今陕西省略阳县附近）人。

## 生平
刘昂聪颖好学，律赋自成一家，作诗擅长绝句。金世宗大定十九年（1179年）中进士，入朝为尚书省掾，转任平凉路转运副使。历任国子司业、左司郎中。泰和元年，因受贾铉之事牵连，贬为上京留守判官，在赴任途中去世。